# Fălești

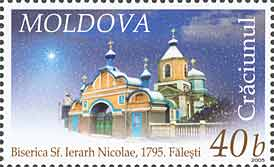
Kostel ve Fălești na moldavské poštovní známce.

Fălești je město nalézající se asi 130 km od hlavního města Moldavska Kišiněva.

## Demografie
Podle posledního sčítání lidu (2004) je celkový počet 14 848 obyvatel. Populace se skládá z 7 058 mužů a 7 790 žen. Rumunů je 10 976 (74 % všech
obyvatel města), dále zde žije 2 463 Ukrajinců (16,5 %), 1 246 Rusů (8,4%), 17 Bulharů (0,1 %).
Počet obyvatel se snižuje. Při sčítání lidu roku 1989 mělo město 19 200 obyvatel. Výpočty pro rok 2006 hovoří o 13 898 lidech. Tento pokles se vysvětluje migrací lidí, ale také tím, že se porodnost dramaticky snížila.